# Fuerte de Santo Domingo

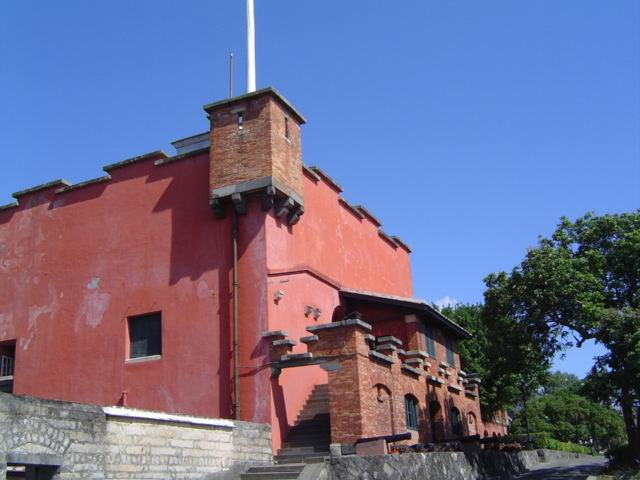
Fuerte Antonio, parte del Museo del Fuerte de Santo Domingo.

El Fuerte de Santo Domingo fue un fuerte de madera construido por los españoles en 1628 en la localidad de Tamsui (Danshui), en Nueva Taipéi, en Taiwán.  La pérdida de alguno de los barcos de abastecimiento anual enviado desde Manila hizo que los españoles de la isla se internaran en el interior en busca de alimentos. Como consecuencia, una noche de 1636 un grupo de lugareños se levantó en armas por culpa de los impuestos que imponía el gobernador español y atacaron con éxito la fortaleza, muriendo 30 de sus 60 defensores. A raíz de esto, los españoles tuvieron que reconstruirla, ya en 1637, pero esta vez en piedra y elevando la altura de las paredes a veinte pies o más[cita requerida]. 
En 1642, por la cercanía de tropas neerlandesas, mucho más numerosas, fue arrasada y abandonada por los mismos españoles. Los holandeses construyeron un nuevo fuerte, en 1644, junto a sus ruinas, llamado Fuerte Antonio. Los lugareños llamaron a los holandeses la gente pelirroja y de ahí, a esta, la fortaleza de los pelirrojos (chino: 紅毛城). En 1662, los holandeses fueron expulsados por un ejército chino capitaneado por el pirata Koxinga. De 1683 a 1867, el gobierno chino de la dinastía Qing controló la fortaleza y durante este tiempo (1724) construyó un muro de piedra con cuatro puertas alrededor de ella, de los cuales sobrevive solamente una puerta (la principal).